# Irlanda nell'era moderna
La storia dell'isola d'Irlanda nell'era moderna può essere fatta partire dalla riconquista Tudor dell'isola, avvenuta intorno al 1536, e termina nel 1801 con l'inglobamento dell'Irlanda nel Regno Unito di Gran Bretagna ed Irlanda. Il periodo storico si differenzia dal precedente per la prima conquista totale dell'isola da parte dei colonizzatori inglesi, che riescono a soppiantare l'antico assetto sociale e feudale e ad eliminare totalmente l'influenza gaelica dall'isola. Alcuni avventimenti, come le famose Plantations, ovvero colonizzazioni di popolazioni inglesi e scozzesi, si riflettono ancora oggi nelle situazioni politiche e sociali irlandesi, come la subordinazione dell'Irlanda a Londra e i conflitti di settarismo tra cattolici e protestanti.
La scelta delle date coincide con due avvenimenti: la deposizione della famiglia Fitzgerald da Re d'Irlanda avvenuta nel 1536 da parte di Enrico VIII e l'ingresso dell'Irlanda nel Regno Unito nel 1800 (Act of Union, entrato in vigore l'anno successivo). Data importante per suddividere il lungo lasso temporale in due periodi minori è l'anno 1691, quando i giacobiti cattolici irlandesi si arresero a Limerick, consentendo il definitivo dominio protestante in Irlanda.
Gli eventi iniziali sono strettamente correlati anche alla Riforma anglicana, avvenuta proprio nel 1536, determinata dalla rottura di Enrico VIII con l'autorità papale, che cambiò necessariamente il destino dell'Irlanda. Tra l'altro, mentre Enrico VIII si distaccò soltanto dall'autorità della Chiesa di Roma, suo figlio Edoardo VI andò oltre, rompendo direttamente con tutta la dottrina papale. La situazione divenne particolarmente problematica nell'isola perché mentre gli inglesi, i gallesi e, successivamente, gli scozzesi accettarono il Protestantesimo, gli Irlandesi rimasero fermamente cattolici. Questo fatto determinò in maniera pesante e conflittuale i loro rapporti con lo Stato britannico per i successivi quattro secoli, dato che oltretutto la Riforma coincise con tentativi decisi da parte dello Stato britannico di riconquistare e colonizzare l'Irlanda. Lo scisma religioso previde tra l'altro che gli Irlandesi e gli Old English cattolici erano esclusi da qualsiasi forma di potere nei nuovi insediamenti.

## Riconquista e ribellione, 1536-1607

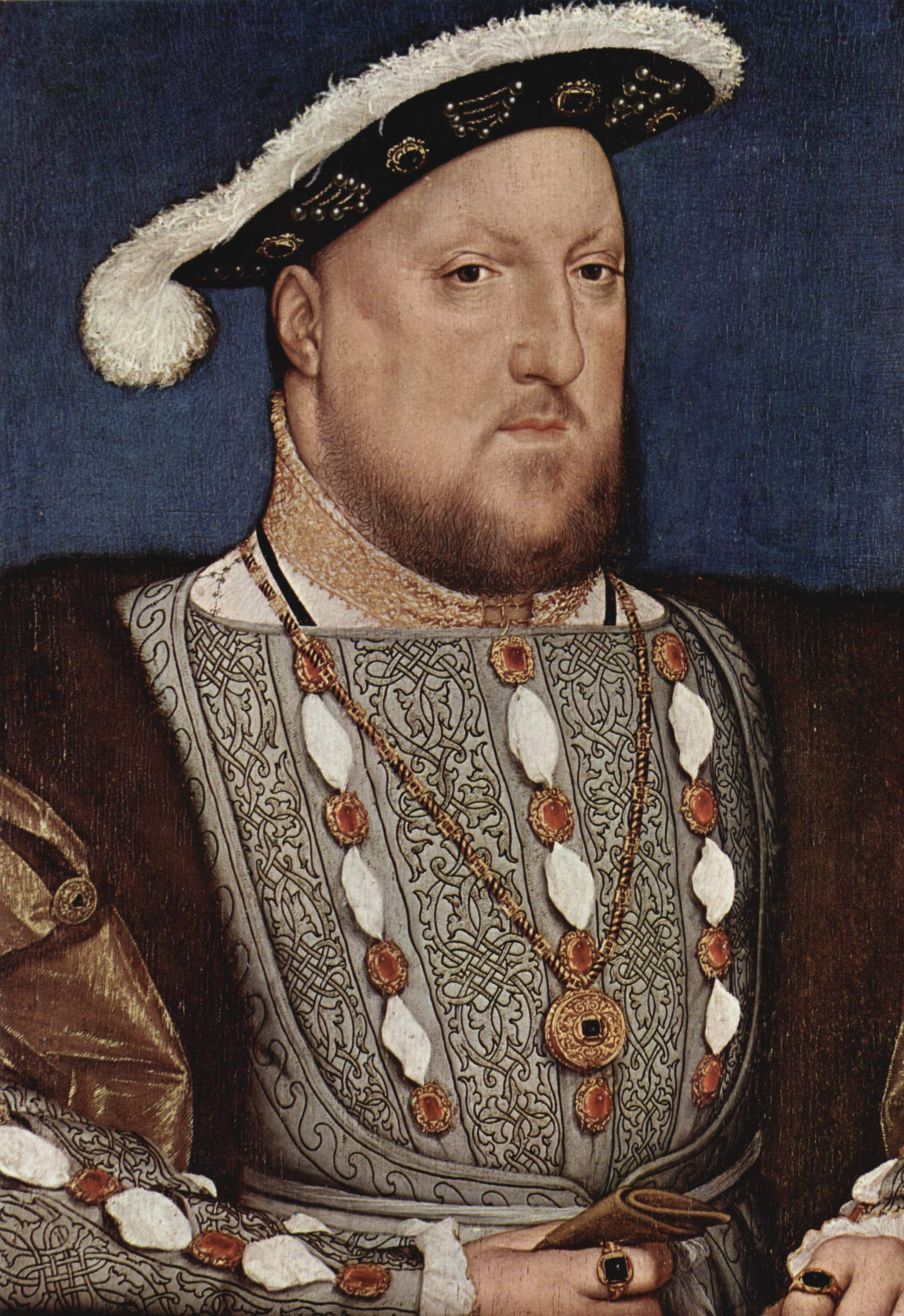
Enrico VIII
Re d'Inghilterra ed Irlanda, che fondò il Regno d'Irlanda ed avviò la riconquista dell'isola
ritratto da Hans Holbein il Giovane

C'è un considerevole dibattito aperto sulle motivazioni per le quali Enrico VIII decise di riconquistare l'Irlanda. Comunque la ragione più probabile era che la dinastia Fitzgerald di Kildare, divenuti di fatto gli effettivi sovrani d'Irlanda nel XV secolo, era ormai un cattivo alleato dei monarchi Tudor. Fatto eclatante fu l'invito fatto a truppe burgunde di incoronare Lambert Simnel, pretendente alla Corona Inglese degli York, Re d'Inghilterra nel 1497. L'evento culminante per i monarchi Tudor avvenne tuttavia nel 1536, quando Silken Thomas Fitzgerald si ribellò apertamente alla Corona. Sedata questa ribellione, Enrico VIII decise che riportare la pace nell'isola e assoggettarla tutta sotto il controllo inglese era necessario per non renderla una base per possibili invasioni straniere contro l'Inghilterra (una preoccupazione che sarebbe continuata ad essere sostenuta per altri 400 anni ed oltre).
L'Irlanda fu elevata di rango da Signoria a Regno a tutti gli effetti già sotto Enrico VIII. Dal periodo dell'antica lordship del XII secolo, l'Irlanda aveva ottenuto un suo parlamento bicamerale, consistente in una House of Commons ed in una House of Lords. I suoi membri erano tuttavia una cerchia molto ristretti ed avevano poteri limitati: non potevano essere Gaelici ed ogni iniziativa, secondo la Poynings Law del 1494, doveva essere approvata dal Privy Council inglese. Dopo il 1541, Enrico VIII ammise nel Parlamento anche i lord Gaelici e riconobbe i loro titoli terrieri, in cambio della loro sottomissione ed al loro riconoscimento del suo titolo di Re d'Irlanda. Il vero potere, tuttavia, non risiedeva in Parlamento, me nel Lord Deputy d'Irlanda, che era nominato direttamente dal Re d'Inghilterra per governare effettivamente l'Irlanda. Il Parlamento, quindi, si riuniva solo quando lo decide il Lord Deputy, quando voleva passare nuove leggi o istituire nuove tasse.
Con l'istituzione del governo in loco, il passo successivo di Enrico VIII fu quello di estendere il controllo effettivo su tutta l'isola, sia negoziando sia combattendo con i Signori e Re irlandesi indipendenti. Questo processo impiegò quasi un secolo per il suo termine, costando enormi perdite di sangue per l'assimilazione completa dei Lord - a volte la loro soppressione - che avevano regni a volte più vecchi di settecento anni.

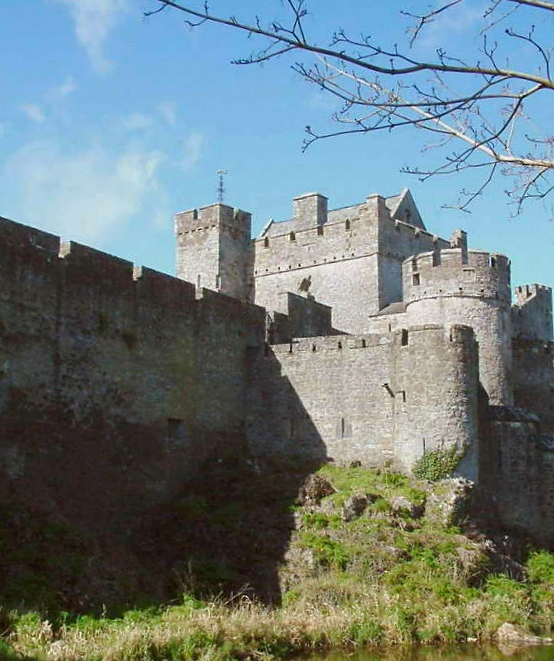
Il Castello di Cahir, ripetutamente assediato in questo periodo

La riconquista fu completata durante i regni di Elisabetta I e Giacomo I, dopo vari sanguinosi conflitti. Le rivolte dei Desmond (1569–1573 e 1579–1583) avvennero nella provincia meridionale del Munster, quando la dinastia dei Fitzgerald Conti di Desmond cercò di resistere all'imposizione di un governatore inglese nella regione. La seconda di queste ribellioni fu sedata con l'uso di una carestia forzata che potrebbe aver ucciso fino ad un terzo della popolazione del Munster. L'insidia più pericolosa al dominio inglese in Irlanda giunse però con la Guerra dei Nove Anni, quando Hugh O'Neill, il più potente dei Signori Gaelici della provincia settentrionale dell'Ulster si ribellò apertamente al governo inglese e dichiarò guerra. Questo conflitto si allargò velocemente in una ribellione di carattere nazionale ed O'Neill riuscì ad ottenere anche l'appoggio militare dalla Spagna, che era in conflitto già con l'Inghilterra durante la Guerra anglo-spagnola. La flotta spedita dagli spagnoli fu sconfitta però dalle forze inglesi nella Battaglia di Kinsale il 1601. O'Neill ed i suoi alleati si arresero subito dopo al nuovo Re Stuart, Giacomo I, nel 1603. Questo evento chiave segnò il periodo successivo dell'Irlanda, dato che le autorità inglesi stabilirono definitivamente a Dublino il controllo reale sull'intera isola per la prima volta, portando un sistema centralizzato sia giuridico sia politico, annullando con successo ogni signoria locale, sia Gaelica che Old English. O'Neill ed i suoi alleati preferirono abbandonare l'Irlanda in un evento divenuto famoso come Fuga dei Conti, avvenuto nel 1607. L'emblematico abbandono delle ultime forze Gaeliche significò la rimozione dell'ultimo e maggiore ostacolo al governo inglese sull'Irlanda.

## La questione religiosa e la colonizzazione

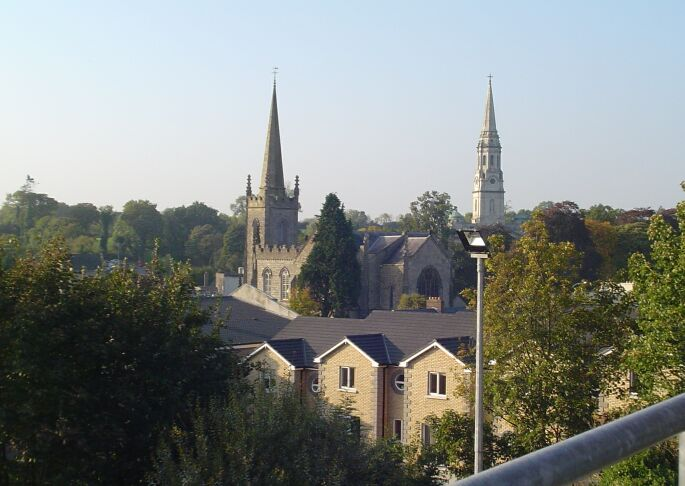
Le due chiese di Cavan, una cattolica l'altra anglicana, mostrano come il tentativo di debellare le altre religioni da parte degli inglesi fallì per varie ragioni

Tuttavia, gli Inglesi non furono capaci di convertire alla religione protestante né l'élite irlandese nativa né tantomeno il popolo, che rimasero quasi tutti fedeli al loro credo tradizionale. È tutt'oggi dibattuto se il motivo del fallimento sia stato la resistenza del popolo o il modo sbagliato di presentare la riforma. Una risposta (tra le tante) risiede nel fatto che i metodi brutali usati dalle autorità della corona per portare l'ordine nel Paese e utilizzare le risorse dell'isola alimentarono un forte risentimento nella popolazione verso il dominio inglese. Una ragione aggiuntiva fu l'opera cattolica di controriforma, ad opera del clero giunto dall'Europa continentale, che stava facendo un discreto proselitismo: nella stessa Europa erano sorti, tra l'altro, vari collegi per educare preti e missionari cattolici per l'isola.
Dalla metà del XVI secolo e fino all'inizio del XVII secolo, i governi della Corona attuarono una politica di colonizzazione conosciuta come le Plantations. Protestanti inglesi e scozzesi venivano mandati come coloni nelle province del Munster, dell'Ulster e nelle contee di Laois ed Offaly. Il più grande di questi progetti, la Plantation of Ulster, insediò circa 80.000 inglesi e scozzesi nel nord dell'Irlanda. I cosiddetti Ulster Scots erano sostanzialmente presbiteriani e si distinguevano dagli inglesi anglicani.
Questi nuovi insedianti, che avevano un'identità britannica e protestante, avrebbero formato la futura classe dirigente amministrativa in Irlanda. Un vasto numero di leggi penali discriminò tutte le pratiche legate alla fede Cristiana che non fosse Anglicane, imposta come religione di Stato nella forma della Church of Ireland. Le principali vittime furono ovviamente i Cattolici che vennero affiancati nel XVII secolo anche dai presbiteriani. Dal 1605, i Cattolici vennero esclusi dagli uffici pubblici e dalle armate. Nel 1615, le rappresentanze del Parlamento irlandese furono modificate in modo tale che i Protestanti fossero sempre in maggioranza in ogni voto.

## Guerre civili tra Cromwell e Giacobitismo, 1641-1691
Nel 1469 Cromwell riconqiusta isola